# Château de la Moustière
Le château de la Moustière est un château situé à Vicq-sur-Nahon (Indre).

## Historique
Le château est reconstruit vers 1745 pour Edmond Le Prestre de Neubourg, receveur général des finances de la généralité de Caen, par l'architecte Joseph-Abel Couture.
Il devient la propriété d'Alexandre-Pierre-Amédée Godeau d'Entraigues.
Le domaine de la Moustière est inscrit au titre des Monuments historiques par arrêté du 19 décembre 2022 qui s'est substitué à celui du 29 novembre 1974. Le château, la glacière et le colombier font l'objet d'un classement au titre des Monuments historiques par arrêté du 17 décembre 2024.

## Description
Le bâtiment principal est prolongé de deux petites ailes. Une avancée centrale encadrée d’un effet de pilastres, est dominée par un fronton triangulaire. Les décorations utilisent les guirlandes en fort relief pour la porte d’entrée, la fenêtre du dessus, le fronton et les œils-de-bœuf. Pots à feu et clefs sculptées sont également utilisés.
Au sud, la cour d’honneur est encadrée de dépendances basses. A l’est se trouve un long commun.
Face au château, de chaque côté de l’allée d’arrivée, deux autres bâtiments semblent du 17e siècle. La chapelle est marquée par un fronton à l’italienne, reposant sur deux pilastres plats. À l’intérieur les salons en enfilade sont entièrement décorés de boiseries. Parquets à la Versailles. A l’ouest de la ferme de trouve la fuye circulaire du XVIIe siècle.
Il existe aussi une glacière enterrée en pierres appareillées du XVIIIe siècle ainsi qu’un pigeonnier du XVIIe siècle.